# نسلوویتسه
نسلوویتسه (به چکی: Neslovice) یک منطقهٔ مسکونی در جمهوری چک است که در ناحیه برنو-تسوونتری واقع شده‌است. نسلوویتسه ۹۰۵ نفر جمعیت دارد.